# Rio (banda)
El Rio (pronunciado «Rió» y no «Río» como se suele pronunciar popularmente, estilizado como RIO) es una banda de new wave formada en Pueblo Libre, Lima, Perú en la década de 1980. Está integrada por Pocho Prieto (voz y guitarras), Cucho Galarza (bajo), Chachi Galarza (guitarra), los miembros históricos como Lalo tafur (teclado), también por Fred Aching (batería).
Con 40 años de trayectoria, es el único grupo de la historia del rock peruano que permaneció ininterrumpidamente en activo durante ese tiempo.

## Historia
Se formó a principios del año 1984, en el distrito de Pueblo Libre, Lima. Sus fundadores Arturo «Pocho» Prieto y los hermanos José «Chachi» y Lucio «Cucho» Galarza, bautizaron a la agrupación como Royal International Orchest. En esta primera etapa, el grupo hizo covers en inglés.
En 1984 empezaron a hacer sus propios temas, en español, y lanzan Son Colegialas gracias a la disquera El Virrey. Su primer lanzamiento no tiene mucho éxito, tras problemas con la editorial. No obstante, les abrieron las puertas al Cono Norte, donde comenzaron a dar conciertos. Al año siguiente el grupo lanza «Televidente», canción que fue grabada en el estudio de Elías Ponce y no en El Virrey, en qué añadieron a Coco Tafur en los teclados. Con este tema, la popularidad de RIO crece a tal modo que son contratados en diversos sectores de Lima e incluso salir a provincias.
Luego de muchas giras, editan su tercer sencillo, «La universidad (cosa de locos)». Además, la edición de videos ayudó mucho a la promoción de la banda, que circularon en algunos programas musicales de ese entonces. En 1986, la agrupación lanza su primer álbum titulado Lo peor de todo, disco que fue presentado en conciertos en países como Chile (incluyendo el programa Sábado Gigante), México y Bolivia.
En 1988 editan su segundo disco Dónde vamos a parar (1988), con temas como «Todo estaba bien», «Lo empiezo a odiar» y «Contéstame». Este LP, llevó a Rio de gira por muchos países de Latinoamérica.
Su tercera producción Revolución, grabada y mezclada en Santiago de Chile en noviembre y diciembre de 1989 y editada en enero de 1990 únicamente en formato de casete, no logra tener la suerte de sus antecesores y pasa casi desapercibido, este disco incluyó temas como "Pierdo la Razón" y "Mónica".
Luego de un par de años, en 1992, Rio saca su cuarta producción: Strip Tease, editado en Chile y en Bolivia. Este disco incluía temas como "Al Norte de América" o "Tienes que Pagarme Más", además de "Dulce y amargo" y "Tarará", los cuales fueron difundidos durante la primera mitad de 1989, pero que no fueron incluidos en su álbum anterior.
Dos años después, sacan su quinta producción: Rock and Qué?, que contenía temas como: "Carol Quiere un Viaje a Londres" o "No Me cabe Duda".
Los siguientes álbumes de Rio fueron Relax (1996), Día de pesca (1997) y La cría en el año 1999. Terminada la edición de este disco, Rio se toma un tiempo para poder sacar el que sería el noveno álbum del grupo: Boomerang (2003), con temas como "Bella Luna", "Traicionera" o "Moriría por Ti".

## Río en la actualidad
En el año 2004 tocaron para la colonia peruana en España, en 2006 en Nueva Jersey y en 2007 en Los Ángeles, a partir de ahí, continuamente hacen giras por EE. UU. y Europa.
En 2005 la agrupación grabó la versión "Por tu amor" de la cantante de música vernacular Sonia Morales, quien también interpretó.
En el año 2006, Rio festejó los 20 años del lanzamiento de su primer álbum, Lo Peor de Todo, con un concierto en el Centro de Convenciones del Hotel María Angola. Los acompañaron artistas como Raúl Romero, Chachi Luján, Diego Dibós, Jorge Pardo, Juan Carlos Caipo y Koky Bonilla, amén de grupos como Feiser, JAS y Dudó.
En el año 2009 salió el álbum DVD recopilatorio Rio: 25 años de rock, en el que también se incluyen sus videoclips más conocidos. Dos años después grabaron "Eres mi princesa", tema que fue parte de la teleserie Al fondo hay sitio.
En diciembre del 2014 el grupo participó del Festival VIVO X EL ROCK 4 junto a otros artistas nacionales e internacionales, donde anunciaron que en febrero próximo celebrarían los 30 años de la banda con un concierto con varios artistas nacionales.
En febrero de 2015 se realizó un concierto para celebrar los 30 años de la banda. El show duró alrededor de 12 horas y contó con la participación de distintas bandas nacionales como Libido, Mar de Copas, Amén, Raúl Romero, Zen, Cementerio Club, Los Mojarras y algunos artistas más. En el 23 de mayo participaron en el festival más grande de la historia del rock peruano, el Festival VIVO X EL ROCK 5, realizado en el estadio nacional de Lima.
En julio de 2017, con ocasión de la celebración de las fiestas patrias peruanas llevada a cabo en Japón, se presentó el trío limeño en el Studio Coast (Tokio), ante un auditorio completamente atiborrado de fanáticos principalmente peruanos, los mismos que fueron acompañados por músicos profesionales locales (japoneses), que sirvieron de complemento para ejecutar magistralmente sus recordados temas ochenteros.
En noviembre de 2018, Rio anunció un nuevo álbum de estudio llamado 33 junto al Concierto "Presentación de 33", que se realizó el 24 de noviembre en la Concha Acústica del Campo de Marte de Jesús María.

## Discografía

### Álbumes de estudio
| #  | Título del álbum    | Presentación       | Año de lanzamiento |
| -- | ------------------- | ------------------ | ------------------ |
| 1  | Lo Peor de Todo     | LP 33 RPM y Casete | 1986               |
| 2  | Dónde Vamos a Parar | LP 33 RPM y Casete | 1988               |
| 3  | Revolución          | Casete             | 1989               |
| 4  | Strip Tease         | Casete             | 1991               |
| 5  | Rock and Qué        | CD y Casete        | 1993               |
| 6  | Relax               | CD y Casete        | 1995               |
| 7  | Día de Pesca        | CD y Casete        | 1997               |
| 8  | En Concierto        | CD                 | 1998               |
| 9  | La Cría             | CD                 | 1999               |
| 10 | Boomerang           | CD                 | 2003               |
| 11 | 33                  | CD                 | 2018               |

### Álbumes recopilatorios
| # | Título del álbum       | Presentación | Año de lanzamiento |
| - | ---------------------- | ------------ | ------------------ |
| 1 | Lo Mejor de Todo       | CD           | 1995               |
| 2 | Lo Mejor De            | CD           | 1997               |
| 3 | Antología              | CD           | 2001               |
| 4 | 25 Años de Rock        | CD           | 2009               |
| 5 | 30 Años - 30 Canciones | CD x2        | 2015               |

### Sencillos
- "Son Colegialas" (1984)
- "Televidente" (1985)
- "La Universidad (cosa de locos)" (1986)
- "Lo Peor de Todo" (1987)
- "Contéstame" (1988)
- "Todo Estaba Bien" (1988)
- "Lo Empiezo a Odiar" (1988)
- "Al Norte de América" (1991)
- "Carol quiere un viaje a Londres" (1993)
- "Eres mi Princesa" (2011) / Cover "Yo Soy tu Princesa" de Arianna Fernández (2020)
- "Tributo a los independientes" (2017)
- "Amores que acaban" (2018) (con Leslie Shaw)
- "¡Vamos a volver!" (2020)